# جنگل‌های سوزنی‌برگ و خزان‌دار آناتولی شمالی
جنگل‌های سوزنی‌برگ و خزان‌دار آناتولی شمالی (به ترکی استانبولی: Northern Anatolian conifer and deciduous forests) یک منطقهٔ مسکونی و جنگل در ترکیه است.